# Песуленс
Песуле́нс (фр. Pessoulens) — коммуна во Франции, находится в регионе Юг — Пиренеи. Департамент — Жер. Входит в состав кантона Сен-Клар. Округ коммуны — Кондом.
Код INSEE коммуны — 32313.

## География

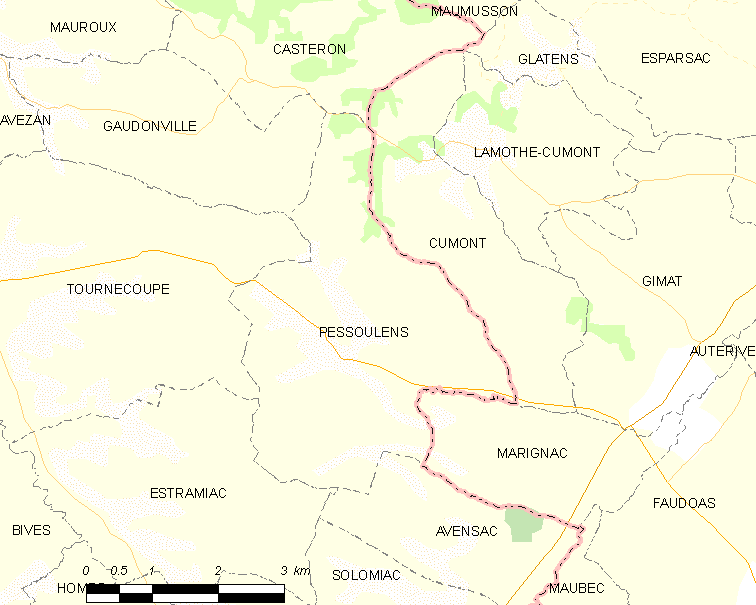
Карта коммуны

Коммуна расположена приблизительно в 570 км к югу от Парижа, в 55 км северо-западнее Тулузы, в 33 км к северо-востоку от Оша.

## Климат
Климат умеренно-океанический. Лето жаркое и немного дождливое, температура часто превышает 35 °С. Зимой часто бывает отрицательная температура и ночные заморозки. Годовое количество осадков — 700—900 мм.

## Население
Население коммуны на 2010 год составляло 159 человек.
| 1962 | 1968 | 1975 | 1982 | 1990 | 1999 | 2010 |
| ---- | ---- | ---- | ---- | ---- | ---- | ---- |
| 220  | 205  | 186  | 176  | 166  | 159  | 159  |

## Администрация
| Период | Период | Фамилия              | Партия | Примечания |
| ------ | ------ | -------------------- | ------ | ---------- |
| 2001   | 2008   | Жан-Мари Монье       |        |            |
| 2008   | 2020   | Жан-Франсуа Ларденуа |        |            |

## Экономика
В 2010 году среди 97 человек трудоспособного возраста (15-64 лет) 69 были экономически активными, 28 — неактивными (показатель активности — 71,1 %, в 1999 году было 67,6 %). Из 69 активных жителей работали 59 человек (28 мужчин и 31 женщина), безработных было 10 (5 мужчин и 5 женщин). Среди 28 неактивных 10 человек были учениками или студентами, 11 — пенсионерами, 7 были неактивными по другим причинам.

## Достопримечательности
- Голубятня Путеу (XVII век). Исторический памятник с 2010 года[4]